# Daudnagar
Daudnagar è una suddivisione dell'India, classificata come municipality, di 37.977 abitanti, situata nel distretto di Aurangabad, nello stato federato del Bihar. In base al numero di abitanti la città rientra nella classe III (da 20.000 a 49.999 persone).

## Geografia fisica
La città è situata a 25° 1' 60 N e 84° 24' 0 E e ha un'altitudine di 83 m s.l.m..

## Società

### Evoluzione demografica
Al censimento del 2001 la popolazione di Daudnagar assommava a 37.977 persone, delle quali 19.881 maschi e 18.096 femmine. I bambini di età inferiore o uguale ai sei anni assommavano a 6.828, dei quali 3.641 maschi e 3.187 femmine. Infine, coloro che erano in grado di saper almeno leggere e scrivere erano 20.773, dei quali 12.474 maschi e 8.299 femmine.